# Lasioglossum cetti
Lasioglossum cetti är en biart som först beskrevs av Warncke 1982.  Lasioglossum cetti ingår i släktet smalbin, och familjen vägbin. Inga underarter finns listade i Catalogue of Life.